# Franz Seywald
Franz Seywald (* 1. Jänner 1891 in Aigen; † 24. Juli 1944 in Salzburg) war ein österreichischer  Landesbeamter und Leiter einer konservativen, legitimistischen Widerstandsgruppe gegen den Nationalsozialismus in Salzburg.

## Leben
Franz Seywald studierte in Wien und wurde 1920 Mitglied der katholischen Studentenverbindung KÖStV Austria Wien im ÖCV und 1933 Mitglied der Vaterländischen Front. Seit 1907 war er außerdem Mitglied der K.ö.St.V. Almgau Salzburg im MKV.
Er war als Nachfolger von Rudolf Dworzak von 1931 bis zu seiner Außerdienstsetzung durch die Nationalsozialisten im Jahre 1938 Bezirkshauptmann von Sankt Johann im Pongau, Salzburg.
Franz Seywald wurde am 22. Juli 1944 zusammen mit Karl Biack vom Volksgerichtshof wegen „Gemeinschaftsabhörens ausländischer Sender und Weiterverbreitung von Feindnachrichten“ (Feindsender) zum Tode verurteilt. Er wurde am 24. Juli 1944 in der Haftanstalt Salzburg erhängt aufgefunden. Er könnte in der Zelle auch ermordet worden sein.

## Einige Mitglieder der Rundfunkabhörgemeinschaft
Karl Biack, Dr. Rudolf Hanifle, Maria Hanifle, Dr. Franz Seywald